# 데이비드 도일

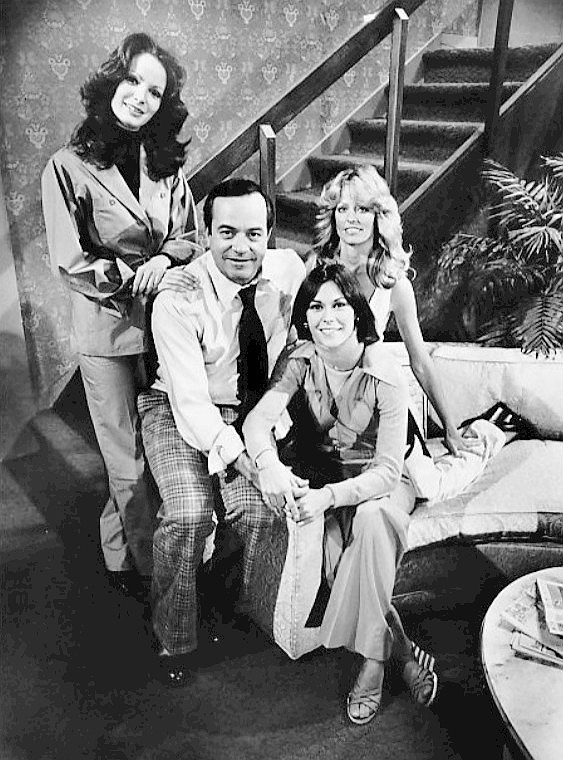

데이비드 도일(David Doyle, 1929년 12월 1일 ~ 1997년 2월 26일)은 미국의 연극 배우, 영화배우, 텔레비전 배우, 성우, 배우이다.
오마하에서 태어났으며 로스앤젤레스에서 사망하였다. 사인은 심근 경색이다.

## 방송
- 러그래츠
- 제너럴 호스피털

## 영화
- 피노키오의 모험 (1996년)
- 마술 살인 (1991년)
- 러그래츠 - 시리즈 (1991년)
- 명성의 날개 (1990년)
- 사랑의 도박 (1990년)
- 메이비 베이비 (1988년)
- 살로메 (1988년)
- 남북전쟁 (1982년)
- 꿈꾸는 낙원 (1978년)
- 카프리콘 프로젝트 (1978년)
- 사랑의 유람선 (1977년)
- 불타는 도시 (1976년)
- 미녀 삼총사 - TV 시리즈 (1976년)
- 34번가의 기적 (1973년)
- 뉴 리프 (1971년)
- 라 모르타델라 (1971년)
- 행복의 파리에서 (1969년)
- 라이온의 영웅 (1968년)
- 일망타진 (1968년)
- 타이거 메이크 아웃 (1967년)